# William Suff
William Lester Suff (nombre de nacimiento Bill Lee Suff; 20 de agosto de 1950) es un asesino en serie estadounidense. También se le conoce como El Asesino de prostitutas de Riverside y El Asesino del Lago Elsinore.

## Primeros crímenes
En 1974, un jurado de Texas condenó a Suff y a su entonces esposa, Teryl, por haber matado a golpes a su hija de dos meses. El Tribunal de Apelaciones Penales de Texas posteriormente revocó la condena de Teryl, pero mantuvo la de Suff en Suff v. State (Tex. 1976) 531 S.W.2d 814, al considerar que no había suficiente evidencia para condenarla como protagonista o principal del asesinato de su bebé.
Aunque Suff recibió una condena de 70 años en una prisión en el estado de Texas, solo cumplió diez años, antes de salir en libertad condicional en 1984. Actualmente se encuentra encarcelado en la prisión de San Quintín tras haber sido condenado por los asesinatos de doce mujeres en California, por lo que recibió la pena de muerte en 1995.

## Asesinatos
Suff violó, torturó, apuñaló, estranguló y, en algunas ocasiones, mutiló a 12 o más mujeres en el condado de Riverside entre el 28 de junio de 1989 y el 23 de diciembre de 1991. El 9 de enero de 1992, Suff fue arrestado luego de un control de tráfico rutinario cuando un oficial de policía encontró un cuchillo ensangrentado y objetos que se cree que están relacionados con los asesinatos.
Suff fue descrito como un solitario de modales amables. Trabajaba como empleado de almacén en el condado de Riverside cuando fue arrestado, habiendo sido contratado cuando aún se encontraba en libertad condicional de Texas. Durante su tiempo en dicho trabajo, Suff entregó mobiliario de oficina a los oficiales del grupo responsable de la investigación de su propia ola de asesinatos.

## Juicio
El 19 de julio de 1995, un jurado del condado de Riverside declaró a Suff culpable de asesinar a 12 mujeres e intentar asesinar a otra, aunque la policía sospechaba que era responsable de hasta 22 muertes. Suff no testificó en su propia defensa. Durante la fase de condena que siguió, el fiscal presentó evidencia que vinculaba a Suff con el asesinato de una mujer de San Bernardino en 1988, al igual que evidencia que, pese a su anterior condena en la prisión de Texas por el asesinato de su primera hija, había abusado y sacudido violentamente a la hija de tres meses de su segunda esposa. El 17 de agosto de 1995, luego de deliberar por solo 10 minutos, el jurado emitió veredictos de culpabilidad por 12 cargos de asesinato y por un cargo de intento de asesinato.
El jurado no pudo llegar a un acuerdo unánime para declararlo culpable de un decimotercer cargo de asesinato. El 26 de octubre de 1995, el tribunal siguió el veredicto del jurado y decretó la pena de muerte para Suff, quien ahora reside en el corredor de la muerte en la Prisión Estatal de San Quintín.
Su apelación de la sentencia en 2014 fue rechazada por la Corte Suprema de California, que ratificó la pena de muerte.

## Libros y televisión
The Riverside Killer (lit. ‘El asesino de Riverside’, en español) por Christine Keers y Dennis St Pierre fue publicado en 1996 por Pinnacle True Crime.
En 1997, Cat and Mouse - Mind Games with a Serial Killer (lit. ‘El gato y el ratón - Juegos mentales con un asesino en serie’, en español) fue publicado por Dove Books. Suff se reunió con el autor, Brian Alan Lane, y le contó su historia. El libro incluye historias cortas y poemas escritos por Suff, además de fotos de varias de sus víctimas.
Suff fue el tema del episodio 2 de la segunda temporada del programa de televisión “Real Detective”. El episodio incluye recreaciones dramáticas y entrevistas con el detective principal de la Fuerza Especial de Riverside, el detective Bob Creed. El episodio se transmitió por primera vez el 9 de marzo de 2017. Suff también aparece en el documental de Amazon Prime de 2013 “Serial Killers Defined”.

## Víctimas
Un jurado condenó a Suff por 12 asesinatos.
- Kimberly Lyttle, de 28 años - 28 de junio de 1989
- Tina Leal, de 23 años - 13 de diciembre de 1989
- Darla Ferguson, de 23 años - 18 de enero de 1990
- Carol Miller, de 34 años - 8 de febrero de 1990
- Cheryl Coker, de 33 años - 6 de noviembre de 1990
- Susan Sternfield, de 27 años - 21 de diciembre de 1990
- Kathleen Milne, de 42 años - 19 de enero de 1991
- Sherry Latham, de 37 años - 4 de julio de 1991
- Kelly Hammond, de 27 años - 16 de agosto de 1991
- Cahterine McDonald, de 30 años - 13 de septiembre de 1991
- Delliah Zamora, de 35 años - 30 de octubre de 1991
- Eleanor Casares, de 39 años - 23 de diciembre de 1991